# Lubomir Petrow
Lubomir Petrow (bułg. Любомир Петров; ur. 4 października 1954) – bułgarski wioślarz, brązowy medalista igrzysk olimpijskich i mistrzostw świata.

## Kariera
Wystąpił na igrzyskach olimpijskich w Moskwie w 1980, gdzie osada Bułgarii w składzie: Minczo Nikołow, Lubomir Petrow, Iwo Rusew i Bogdan Dobrew zdobyła brązowy medal w czwórkach podwójnych. W finale uplasowali się o 2,57 sekundy za osadą NRD i o 0,91 sekundy za osadą ZSRR. Był to jego jedyny start olimpijski.
W tej samej konkurencji wspólnie z Christo Żelewem, Bogdanem Dobrewem i Eftimem Stojanowem zdobył też brązowy medal na mistrzostwach świata w Amsterdamie (1977).